# Tarzan and the Leopard Woman
Tarzan and the Leopard Woman é um filme norte-americano de 1946, do gênero aventura, dirigido por Kurt Neumann e estrelado por Johnny Weissmuller e Brenda Joyce. Seu enredo não tem nada em comum o romance "Tarzan and the Leopard Men" (1935).

## A produção
Lançado em 8 de fevereiro de 1946, Tarzan e a Mulher Leopardo constituiu-se em novo triunfo para o produtor Sol Lesser. O filme introduziu uma vilã, Lea, sacerdotisa  de um culto aos leopardos, o que agradou aos fãs e foi visto como um aprimoramento da série. Lea era reminiscente da Rainha La, da cidade fictícia de Opar, criada por Edgar Rice Burroughs no romance The Return of Tarzan, de 1913.
Weissmuller, que havia ganhado peso, teve de emagrecer cerca de quinze quilos para novamente encarnar o rei das selvas.

## Sinopse
Membros de uma tribo nas profundezas da África veneram os leopardos, de quem usam a pele e as mandíbulas. Eles tentam a todo custo impedir o avanço da civilização, e para isso espalham o terror, a destruição e a morte. Após atacar uma caravana, eles fazem o mesmo com Jane e Boy, que são capturados. Tarzan persegue os fanáticos e também acaba preso. A salvação vem, não através do estrondo dos elefantes, como é habitual, mas pelas silenciosas patas de Chita, o chimpanzé da família.

## Recepção crítica
Segundo a Variety, "não há nenhum segundo tedioso no filme". Jack D. Grant, da Hollywood Reporter, completou: "uma das melhores aventuras do homem da selva".
Para Leonard Maltin, a série estava tornando-se cada vez mais boba, mas ainda era divertida, pelos padrões das matinês de sábado".

## Elenco
| Ator/Atriz         | Personagem         |
| ------------------ | ------------------ |
| Johnny Weissmuller | Tarzan             |
| Brenda Joyce       | Jane               |
| Johnny Sheffield   | Boy                |
| Acquanetta         | Sacerdotisa Lea    |
| Edgar Barrier      | Doutor Ameer Lazar |
| Dennis Hoey        | Comissário         |
| Tommy Cook         | Kimba              |
| Anthony Caruso     | Mongo              |